# اچ‌ام‌اس هیپومنس (۱۸۰۳)
اچ‌ام‌اس هیپومنس (۱۸۰۳) (به انگلیسی: HMS Hippomenes (1803)) یک کشتی است که طول آن ۹۵ فوت ۱۰ ۱⁄۲ اینچ (۲۹٫۲۲۳ متر) می‌باشد. این کشتی در سال ۱۷۹۷ ساخته شد.